# Chitinosiphon cirsii
Chitinosiphon cirsii är en insektsart. Chitinosiphon cirsii ingår i släktet Chitinosiphon och familjen långrörsbladlöss. Inga underarter finns listade i Catalogue of Life.